# Dan Benson
Daniel Benson, detto Dan (Springfield, 10 settembre 1987), è un attore statunitense.

## Biografia
È conosciuto soprattutto per aver interpretato Zeke Beakerman nella serie televisiva I maghi di Waverly in onda su Disney Channel e Italia 1, dove interpreta il migliore amico di Justin Russo (David Henrie). È stato inoltre ospite in molte serie, tra le quali Phil dal futuro. Ha avuto un ruolo principale nel film del 2009 The Rig e un ruolo nel film Un'estate al ranch. È apparso nel film Tutte le ex del mio ragazzo del 2004 e nel film News Movie del 2008. È inoltre apparso come ospite in vari serie televisive tra cui American Dreams e Zoey 101.

## Filmografia parziale

### Cinema
- Young Artie Feldman (2002)
- Tutte le ex del mio ragazzo, regia di Nick Hurran (2004)
- News Movie (The Onion Movie), regia di Tom Kuntz e Mike Maguire (2008)
- The Rig (2009)
- Un'estate al ranch (Hanna's Gold), regia di Joel Souza (2009)

### Televisione
- Phil dal futuro - serie TV, episodio 1x02 (2004)
- American Dreams - serie TV, episodio 3x15 (2005)
- Drake & Josh – serie TV, episodio 3x12 (2006)
- Zoey 101 - serie TV, episodio 3x06 (2006)
- I maghi di Waverly - serie TV (2007-2012)